# 峰山陣屋

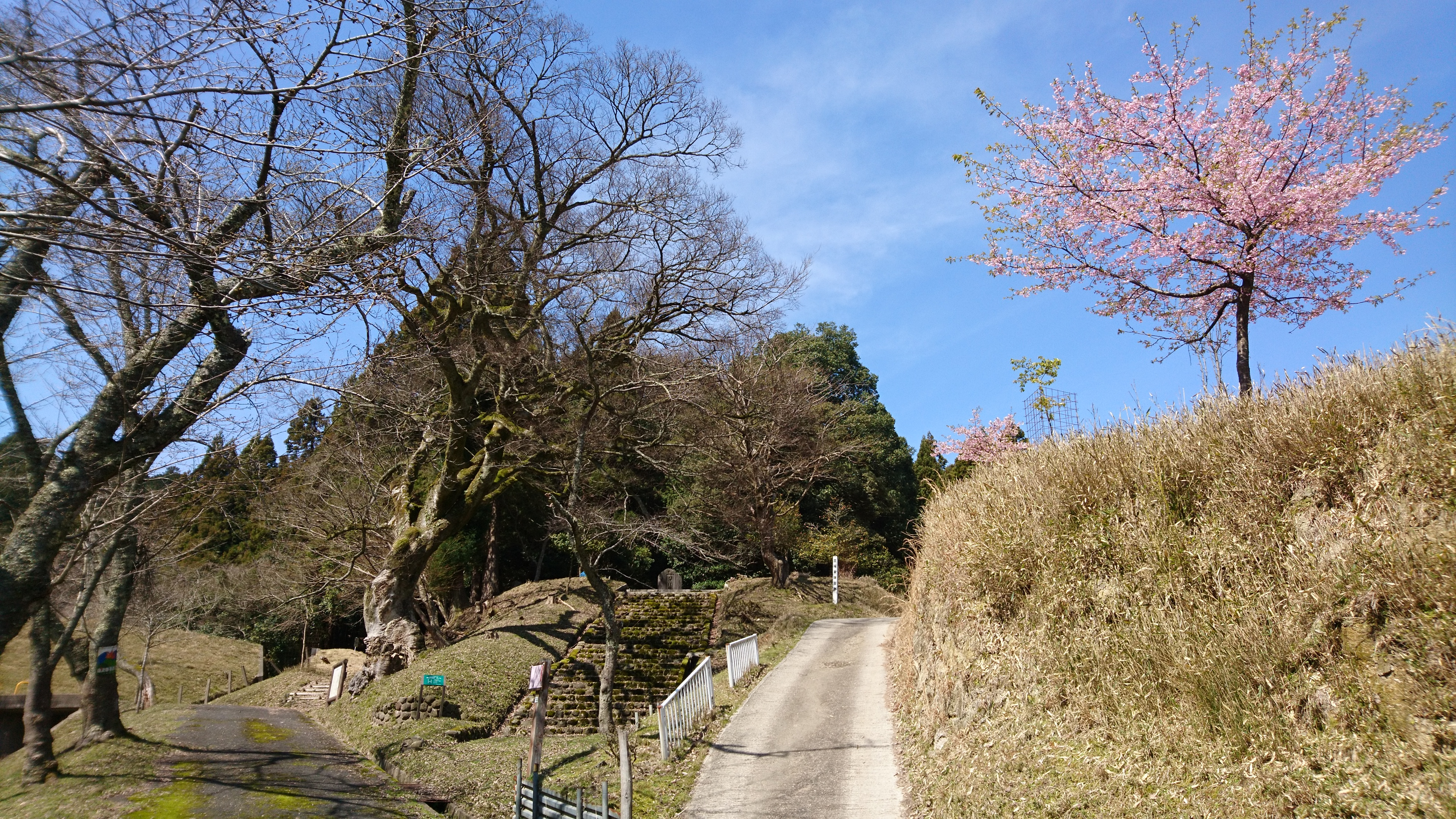
峰山陣屋跡のエノキ

峰山陣屋（みねやまじんや）は、江戸時代に丹後国中郡峰山町にあった陣屋。
現在の京都府京丹後市峰山町吉原馬坊にあった。

## 歴史

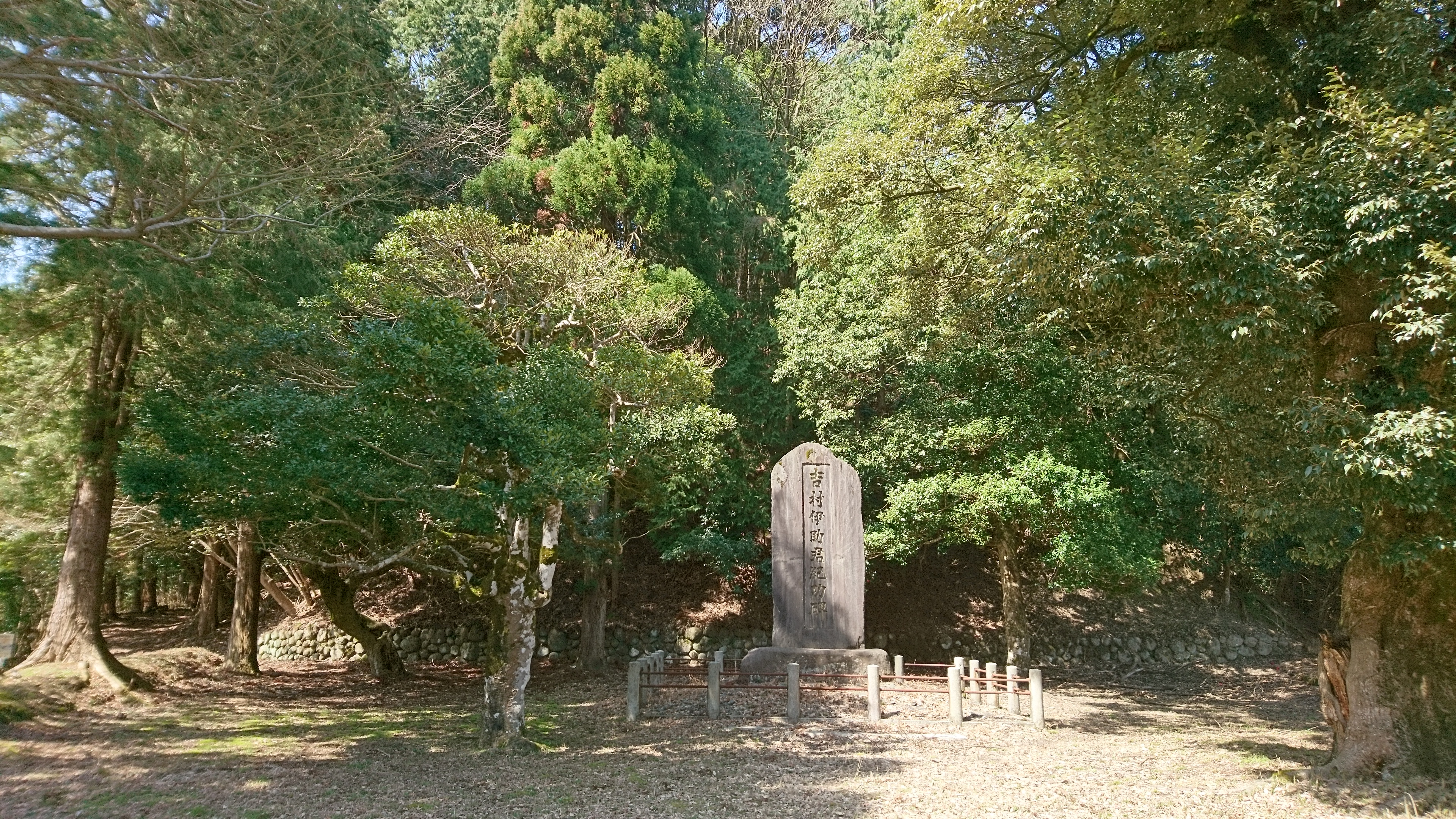
峰山陣屋跡の高台の広場

京極氏の拠点は、関ヶ原の戦い以前には権現山に築いた吉原山城であったが、江戸時代に入ってからは、この山城を廃城にして、山麓東部の丘陵地へ整備された（峰山城）。
築城年代は定かではないが、『峰山郷土史』によれば、元和8年（1622年）以降に峰山藩13000石の大名となった京極高通によって築城。
京極高通は、朽木宣綱と京極高吉の娘との間に生まれ、京極高知の娘を正室に迎えて高知の養子となった人物であった。
元和8年（1622年）京極高知の遺命により10000石を分知され、江戸幕府二代目将軍徳川秀忠より拝領していた下総国と近江国の3000石の所領を合わせ13000石の大名となった。
宮津藩京極家は改易、田辺藩京極家は但馬国豊岡に転封となるなか、峰山藩京極家は高通が吉原山城の麓に陣屋を構えて以降、明治維新までの約250年間、初代京極高通から12代京極高陳までの在所となった。
峯山藩は、この陣屋を中心に侍屋敷や長屋などが整備され、城下町が形成された。
京極氏は1720年（享保5年）に藩内の絹屋佐平治（のちの森田治郎兵衛）によって創織された丹後ちりめんを手厚く保護し、金刀比羅神社を創建するなど、現在の峰山町の基礎を築いた。
峰山陣屋は、その城下町を見下ろす高台に所在した。
頂の広場には、明治時代に丹後ちりめんで財を成し、峰山町の近代化に大きく貢献して「縮緬王」と称された吉村伊助の顕彰碑が建つ。建物は廃藩置県の後に失われ、2014年（平成26年）時点で、周辺の跡地は畑となっている。
木のふもとには峰山町第一区区民会館があり、その地に植生する峰山陣屋跡のエノキは現在でも地域住民のシンボルとされている。

## 遺構
峰山陣屋は、中世吉原山城の東麓に築かれていた。
現在は畑などになっているが、麓より一段高い高台にあり、北の小高い段に峰山城趾の石碑が建っている。
峰山藩京極家の菩提寺は陣屋の南方にある常立寺で、歴代藩主の肖像画や墓碑が残っている。

## アクセス

### バス
- 京都丹後鉄道宮豊線・峰山駅から徒歩約31分

### 自動車
- 山陰近畿自動車道：宮津天橋立ICから23分程度
  - 駐車場は、峰山町第一区区民会館駐車場。